# Tresmontes Lucchetti
TMLUC (siglas para Tresmontes Lucchetti) es una empresa chilena de alimentos. Formada a partir de la fusión de la Córpora Tresmontes S.A., dedicada a la importación de alimentos, y Lucchetti Chile S.A., dedicada a la fabricación de pastas, TMLUC es propiedad del conglomerado empresarial Grupo Nutresa, empresa colombiana de la industria de los alimentos procesados, y que ha abierto sus operaciones en Chile tras la compra de esta compañía. Su mayor énfasis está dirigido a la producción de pastas, salsas, aceites, harinas, sémolas, sopas, caldos, bebidas frías y calientes, postres y snacks. 
El principal rival de Tresmontes Lucchetti es Carozzi Corp.
Su casa central está ubicada en Av. Vicuña Mackenna 2600, frente a la estación de metro Rodrigo de Araya.[cita requerida]

## Historia
La empresa fue fundada como Sociedad Molinos y Fideos Lucchetti en 1904 por dos inmigrantes italianos que llegaron a Chile, Italo Traversa y Leopoldo Lucchetti. En 1943 Lucchetti transformó en sociedad anónima. 
Desde 1978 hasta 2015 Lucchetti fue empresa auspiciadora de la Teletón Chile (excepto en 1981 y 1982). A partir del 14 de junio de 1995, la empresa Lucchetti tuvo presencia en el Perú creando la empresa con razón social Indalsa Perú S.A. (nombre comercial Lucchetti Perú S.A.), siendo una de las empresas con mayor importación en el rubro de los fideos.
En 2003, Lucchetti Chile y Lucchetti Perú se desvinculan completamente. A inicios de 2004 Lucchetti Chile S.A. fue comprada en un 100% por CLP$ 59,446 millones de pesos por la empresa Córpora Tresmontes S.A. mediante Servicios Tres Montes Ltda. e Inversiones Córpora S.A., empresa fundada por Adolfo Ibáñez Boggiano y que estaba en manos de su hijo Pedro. Al adquirir Lucchetti, Córpora Tresmontes cambió su razón social a Tresmontes Lucchetti S.A. Tres Montes, fusiona las operaciones de Lucchetti con las de Tres Montes, eliminando las operaciones de Lucchetti Chile S.A. y Córpora Tres Montes S.A. Posteriormente, Lucchetti S.A. pasó a manos del grupo Luksic. 
En julio de 2013, el Grupo Nutresa, ligado al Grupo Sura compra el 100% de los activos de Tresmontes Lucchetti por un importe de 758 millones de dólares, y permite al grupo introducirse al mercado chileno y mexicano, y al mismo tiempo incorporar al sector de bebidas instantáneas y aumentar su portafolio de pastas secas.
En octubre de 2021, Nutresa empezó a cotizar en la Bolsa de Comercio de Santiago.

## Controversias

### Caso Lucchetti en Perú
En 1996 la empresa adquirió un terreno de 59.943 m² al sur de Lima, cercano al Refugio de Vida Silvestre Pantanos de Villa. En enero de 1998, la alcaldía limeña anuló las autorizaciones otorgadas para la construcción de la fábrica, argumentando razones ambientales y corrupción de funcionarios, a partir de lo cual se originó el denominado Caso Lucchetti, por el cual en 2005 fue condenado Vladimiro Montesinos por tráfico de influencias y favores judiciales.